# Vollenhovia mwereka
Vollenhovia mwereka é uma espécie de formiga do gênero Vollenhovia, pertencente à subfamília Myrmicinae.